# 王宗浩
王宗浩（9世纪—911年），唐朝到五代十国的军事人物，前蜀高祖王建的义子。
王宗浩有拳勇，善于骑射。他跟随王建进入西川，担任军使。唐昭宗天复二年（902年），王建攻下兴州，擢升王宗浩为兴州刺史。青泥岭之战，王宗浩当时充任马步使，战败，逃回兴州，落入江中溺死。